# Битка при Киев (1941)
Битката за Киев е мащабно военно сражение между съветски и германски войски през Втората световна война, водено през август-септември 1941 година, около и в град Киев, Украйна.
От германска страна боеве води група армии „Юг“ под командването на фелдмаршал Герд фон Рундщет (Karl Rudolf Gerd von Rundstedt), която има в състава си 6-а и 17-а сухопътни армии, 1-ва и 2-ра танкова група и 2-ра армия на Вермахта. Срещу тях се изправят Югозападния фронт на Червената армия с командир генерал-полковник М. Кирпонос и Пинската флотилия, под командването на контраадмирал Д. Д. Рогачов.

## Предистория
В средата на август 1941 г., превземайки град Смоленск, командването на Вермахта приема стратегическо решение за развитие на операцията по завземането на територията на СССР. В директивите от 21 август Хитлер заповядва да се продължи с настъплението по същия начин, така че преди настъпването на зимата да бъде достигнат Донския въглищен басейн, Крим и на север да бъде овладян Ленинград, където да се съединят с финландската армия. Такова развитие на войната би било добре дошло за Германия, като се предпазят румънските нефтени полета от нападения от страна на съветските войски, които тръгват от Крим, да се овладеят богатите въглищни запаси на Украйна и да се осигури плацдарм за завладяване на нефтените находища в Кавказ.
През есента на 1941 година това била главната задача на Вермахта, не завладяването на Москва, но съветското главно командване погрешно смятало, че приоритет на Хитлер ще е завладяването на столицата.

## Ход на военните действия
Началникът на Генералния щаб на Червената армия – маршал Георгий Жуков твърди в мемоарите си, че нееднократно е предупреждавал Сталин за необходимостта да останат войските в Днепърския регион, но бил сменен на поста от маршал Борис Шапошников. Тази версия на Жуков, съгласно която той е направил предупрежденията си лично пред Сталин в неговия кабинет, не се потвърждава от дневника на посещенията в Кремъл по това време, в който не е отбелязано посещение на Жуков. В това време, променяйки първоначалната заповед поставена пред 2-ра армия, командването на германските сухопътни сили нарежда на 25 август настъпление на юг. В същия ден 2-ра танкова група под командването на Хайнц Гудериан предприема настъпление в посока град Конотоп. Няколко дни след това 1-ва танкова група под командването на фон Клайст нанася удар по Полтава, като се разгръща на североизток.
На 14 септември 2-ра танкова група достига района на Ромно, а на 19 септември се съединява с частите на 1-ва танкова в района на Лохвица.
Предусещайки какво ще се случи, легендарният маршал Семьон Михайлович Будьони моли Сталин да изостави Киев и Днепърския район и нарежда да се готви отстъпление. Сталин отказва.
На 14 септември по инициатива на Никита Хрушчов се събира военния съвет на Юго-Западното направление и дава на оперативния началник-щаб И. Баграмян устна заповед да готви отстъпление. Заповедта идва късно и съветските войски попадат в обкръжение в триъгълника – Киев, Черкаси, Лохвица.
Скоро голяма част от съветските войски са разбити и много от тях взети в плен. Опитите да се направи кръгова отбрана и да се противодейства на противника пропадат поради загубите и лошата подготовка на съветската армия. Така например в района на село Путливля в бой със 17-и немски мото-пехотен полк „Велика Германия“ са изправени курсанти от Харковското военно училище.
Киев пада на 20 септември 1941 година. В града остава само една дивизия – 4-та НКВД с командир полковник Ф. М. Мажирин, която минира мостовете, административните сгради и центъра на града, оставяйки го без ток и вода. На 26 септември битката окончателно завършва.
Съветската армия дава почти 1 000 000 убити, ранени и взети в плен войници. Немската армия взема 3718 оръдия, 884 танка и много друго въоръжение като трофеи. Битката е най-голямото обкръжение във военната история с най-много взети пленници. По различни данни са пленени между 650 000 и 700 000 съветски войници, като най-често се споменава цифрата 665 000 души.